# Vjetrenica

Vjetrenica (som betyder 'vindgrotta' eller 'blåshål') är den största och mest betydelsefulla grottan i Bosnien och Hercegovina, och en av de mest intressanta grottorna i Dinariska alperna, som är världsvida känt för sina karstiska och speleologiska rikedom. Dess ingång ligger inte långt från byn Zavala i södra Hercegovina. Under den varmare delen av året blåser en stark vind av kall luft från dess ingång, vilken är attraktiv mitt i den bergiga, varma och vattenlösa terrängen.
Grottan har utforskats och beskrivits i en längd om 6,7 km; dess huvudgång är omkring 2 470 meter lång. Den går från änden av Popovo Polje i söder, och utifrån analyser av terrängen har geologer förutsagt att Vjetrenica kan sträcka sig till Adriatiska havet i Kroatien, 15-20 km från dess ingång. Tillsammans med hydrologiska argument stöds detta antagande av det "onaturliga" slutet av Vjetrenica i form av en stor mängd stenblock som har rasat ner.

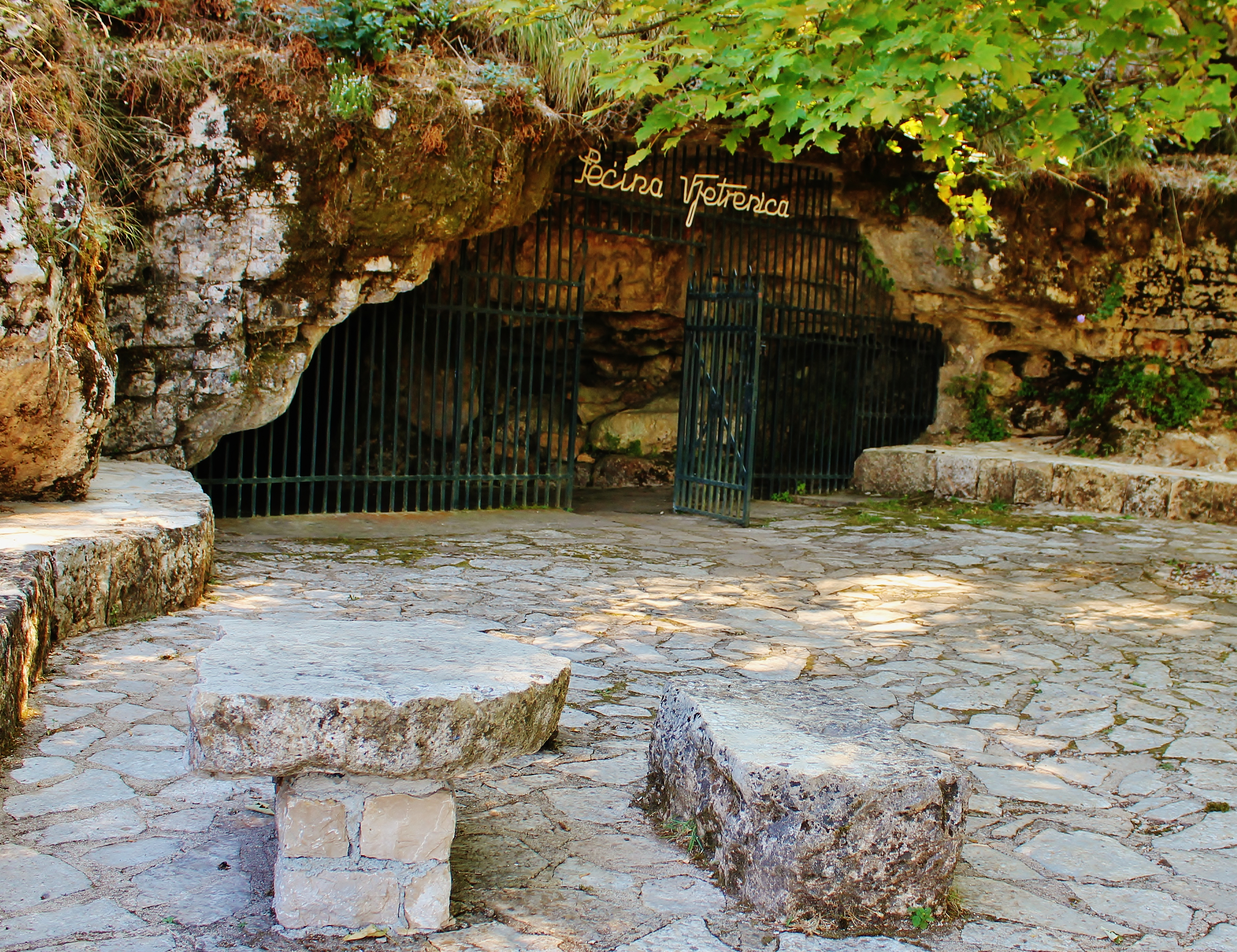
Vjetrenica

Vjetrenica är den rikaste grottan i världen vad gäller underjordisk biologisk mångfald: bland fler än tvåhundra olika arter som registrerats är ett hundratal troglofiler, ett stort antal av dem är endemiska inom ett litet område, 15 i grottan själv, och omkring 37 har upptäckts och beskrivits för första gången i Vjetrenica.

## Förslag till världsarv
Vjetrenica blev 22 november 2004 uppsatt på Bosnien och Hercegovinas lista över förslag till världsarv, den så kallade "tentativa listan". Vjetrenica blev också 2007, tillsammans med byn Zavala, ett förslag till världsarv.